# Гай (Словенська Бистриця)
Гай (словен. Gaj) — поселення в общині Словенська Бистриця, Подравський регіон‎, Словенія.